# Shelby Foote
Pour les articles homonymes, voir Foote.
Œuvres principales
- Tourbillon
- L'Amour en saison sèche

Shelby Foote, né le 17 novembre 1916 à Greenville, au Mississippi, et mort le 27 juin 2005 à Memphis, Tennessee, est un romancier et un historien américain.

## Biographie
Son grand-père maternel, un Juif, émigre de Vienne et s'installe aux États-Unis. Son grand-père paternel, un planteur, fait fortune dans le jeu. C'est dans la foi épiscopale de ce dernier qu'est élevé le jeune Shelby. La carrière de son père, Shelby Dade Foote, au sein des abattoirs Armour and Company oblige la famille à déménager dans diverses villes de l'État du Mississippi, mais également à Pensacola, en Floride, et à Mobile, en Alabama.
En 1935, il est admis à l'université de Caroline du Nord à Chapel Hill. Pendant la Seconde Guerre mondiale, il est capitaine d'artillerie dans un bataillon de l'armée américaine déployé en Irlande du Nord. En 1944, il doit démissionner après avoir enfreint un règlement. De retour en Amérique, il travaille pour l'Associated Press à New York. En 1945, après avoir tenté d'entrer dans les Marines, il retourne dans sa ville natale où il occupe brièvement un emploi dans une station de radio locale avant de se consacrer uniquement à l'écriture.
Les romans de Shelby Foote brossent une fresque de la société des abords du fleuve Mississippi à diverses époques de son histoire, selon des thématiques qui rappellent parfois l'univers de William Faulkner. Ainsi, son roman le plus connu, L'Amour en saison sèche (1951), se déroule à l'époque de la Grande Dépression, alors que Septembre en noir et blanc (1978) revient sur le kidnapping d'un enfant afro-américain de 8 ans en septembre 1957. L'intérêt de Shelby Foote pour l'histoire et son omniprésence dans ses romans et nouvelles le conduisent tout naturellement à développer un projet résolument historique qui se traduit par The Civil War : A Narrative (1958-1974), un ambitieux ouvrage de plus de 3000 pages consacré à la Guerre de Sécession.
En 1994, il est élu à l'Académie américaine des arts et des lettres et il reçoit le Peggy V. Helmerich Distinguished Author Award en 2003.
Son écrivain préféré était Marcel Proust.  Il dit : « Proust m'a appris plus sur l'organisation de ma narration que tout autre écrivain. »
Il meurt d'une crise cardiaque après une embolie pulmonaire en juin 2005, à l'âge de 88 ans.
Un de ses cousins éloignés est le scénariste et dramaturge Horton Foote.

## Œuvre

### Romans
Le premier roman de Foote, Tournament, est publié en 1949. Il est inspiré par son grand-père, planteur, qui est mort deux ans avant la naissance de Foote. Pour son roman suivant, Follow Me Down (1950), Foote s'inspire  de la procédure judiciaire d'un procès d'un meurtre à Greenville en 1941 à la fois pour l'intrigue et pour les personnages.
- Tournament (1949) Publié en français sous le titre Bart le Magnifique Requiem, traduit par Paul Carmignani , Paris, Éditions Rue d'Ulm, coll. « Versions Françaises », 2022  (ISBN 978-2-7288-0757-4)
- Follow Me Down (1950) Publié en français sous le titre Tourbillon, traduit par Maurice-Edgar Coindreau et Hervé Belkiri-Deluen, Paris, Gallimard, coll. « Du monde entier », 1978 ; réédition, Paris, Gallimard, coll. « L'Imaginaire » no 536, 2006

- Prix Jeanne-Scialtel (1978) de l'Académie française
- Love in a Dry Season (1951) Publié en français sous le titre Les Cœurs de sable, traduit par Pierre Singer, Paris, Denoël, 1953 Publié en français sous le titre L'Amour en saison sèche, traduit par Hervé Belkiri-Deluen, Paris, Denoël, coll. « Arc-en-ciel », 1978 ; réédition, Paris, UGE, coll. « 10/18 » no 1679, 1984 Publié en français sous le titre L'Amour en saison sèche, traduit par Paul Carmignani, Éditions rue d'Ulm, 2019  (ISBN 978-2-7288-0619-5)
- Shiloh (1952) Publié en français sous le titre Shiloh, traduit par Olivier Deparis, Paris, Rivages, 2019  (ISBN 978-2-7436-4624-0)
- September, September (1978)  Publié en français sous le titre Septembre en noir et blanc, traduit par Jane Filion, Paris, Denoël, 1981 ; réédition, Paris, UGE, coll. « 10/18 » no 1680, 1984 ; réédition sous le titre September, September dans la traduction par Jane Filion révisée par Marie-Caroline Aubert, Paris, Gallimard, coll. « La Noire », 2020  (ISBN 978-2-07-282882-9)

### Recueil de nouvelles
- Jordan County : a Landscape in Narrative (1954) Publié en français sous le titre L'Enfant de la fièvre, traduit de l'anglais par Maurice-Edgar Coindreau et Claude Richard, Paris, Gallimard, coll. « Du monde entier », 1975 ; réédition, Paris, Gallimard, coll. « L'Imaginaire » no 174, 1986

### Ouvrages historiques
- Fort Sumter to Perryville : The Civil War: A Narrative, vol. 1 (1958)
- Fredericksburg to Meridian : The Civil War: A Narrative, vol. 2 (1963)
- Red River to Appomattox : The Civil War: A Narrative, vol. 3 (1974)

## Adaptation
- 1992 : Memphis, téléfilm américain réalisé par Yves Simoneau, scénario de Shelby Foote d'après son roman Septembre en noir et blanc, avec Cybill Shepherd et John Laughlin.

### Sources
: document utilisé comme source pour la rédaction de cet article.
- Paul Carmignani. Shelby Foote : un Sudiste au carré, Paris, Belin, « Voix américaines », 1998  (ISBN 2-7011-2300-3)
- (en) Stuart Chapman, Shelby Foote : A Writer's Life, Jackson, MS, University Press of Mississippi, 2003, 317 p. (ISBN 1-57806-359-0).